# Ali Sanogo
Ali Sanogo (20 oktober 1998) is een Ivoriaans voetballer die sinds 2019 uitkomt voor RFC Seraing.

## Clubcarrière
Sanogo maakte in januari 2019 de overstap van SOL FC d'Abobo naar FC Metz, dat hem al na enkele trainingen onderbracht bij zusterclub RFC Seraing. Daar promoveerde hij in twee jaar tijd van Eerste klasse amateurs naar Eerste klasse A. In maart 2021 lichtte Seraing de optie in zijn contract, waardoor hij er tot medio 2022 onder contract lag.
1 Galjé ·
2 Sylla ·
4 Tshibuabua ·
6 Cachbach ·
8 Kilota ·
9 Elisor ·
10 Marius ·
11 Abanda ·
12 Bernier ·
14 Guillaume ·
15 Lahssaini ·
16 Martin ·
18 Poaty ·
20 Ba ·
21 Sambu ·
23 Lepoint ·
30 Dietsch ·
34 Trémoulet ·
35 Conceição ·
40 Opare ·
52 Serwy ·
53 D'Onofrio ·
61 Silini ·
67 Renzulli ·
70 Solheid ·
Coach: Jeunechamps